# 추밀원사무처 (캐나다)
추밀원사무처(樞密院事務處, 영어: Privy Council Office, 프랑스어: Bureau du Conseil privé)는 캐나다 연방 내각의 사무처로 공식적으로 총리에게 초당적인 자문을 제공 또는 행정기관에 지원과 조정을 보조해 주는 역할을 한다. 추밀원사무처는 현재 온타리오주 오타와 시 팔러먼트 힐의 근처인 랑쥐뱅 블록이라는 건물에 있다.

## 개요
세월이 흐르는 동안 추밀원사무처의 규모가 커지고 더욱 복잡해졌지만 여전히 본래의 역할인 행정의 경영과 계획에 충실하다. 즉, 전자는 행정과 관련된 나날의 업무를 조정하지만 후자는 캐나다 연방의 중기적인 발전을 구상한다. 새로 당선된 총리들은 자기가 이끌은 내각의 정책에 맞추기 위해서 추밀원사무국의 구성을 개편해야 한다. 오늘날의 추밀원사무국은 정부간 업무의 협력을 촉진하며 흥보, 외교, 국방, 치안, 정보수집, 사회문제, 경제문제에 관련된 업무를 관리하며 입법과 행정에 관련된 분쟁을 해결하는 기능을 수행한다.
정부의 행정에 일하고 싶은 관료들은 전통적으로 추밀원사무처를 일종의 예비신부학교로 여긴다. 추밀원사무처에서 몇 년 동안 근무한 관료들은 총리의 관점으로 정책상의 문제에 부딧치는 경험을 얻으며 정부가 어떻게 운영하는지에 대해서 깊이 이해하고 나중에 자기들이 일했던 직위에 돌아온다. 행정계의 원로 관료들 말고도 추밀원사무관 출신의 인물들은 상업계와 정치계에 성공적으로 진출했던 예도 있다. 예를 들어 봄바디어 전 최고경영자 폴 텔리에, 벨 캐나다 최고경영자 미이클 사비아, 캐나다 방송 협회 최고경영자 로버트 라비노비치, 피에르 트뤼도 전 총리, 피에르 페티그루 전 외교장관 등이 있다.
캐나다 정부의 행정조직을 대표하는 수장은 추밀원사무처장이라고 부르며 내각사무처장(Secretary to the Cabinet)과 총리에 대한 차관(Deputy Minister to the Prime Minister)의 역할도 겸한다. 현재 추밀원사무처장은 2009년부터 시작한 케빈 G. 린치의 후임인 웨인 울터즈이다.
추밀원사무처는 다수당의 편파적인 영향을 받는 총리실과 혼동해서는 안된다. 총리는 오직 한 행정기관으로부터 자문을 받을 수 없다고 이해된다. 각 두 기관의 목적을 구별하기 위해서 추밀원사무처는 정책의 흐름에 맞추어 업무를 수행하지만 총리에게 자문을 제공해 주는 정치적으로 민감한 행정기관인 데 반하여 총리실은 정치의 흐름에 맞추어 업무를 수행하고 정책 관리에 크게 영향을 받는 고등행정기관이다.

## 현재의 조직
2013년 12월부터 구성된 인원:
- 추밀원사무처장 겸 내각사무처장 (Clerk of the Privy Council and Secretary to the Cabinet)
  - 정책 수행 담당 내각사무처부장 (Deputy Secretary to the Cabinet, Operations)
    - 사회 발전 정책 담당 내각사무처차관 (Assistant Secretary to the Cabinet, Social Development Policy)
    - 경제와 지방 발전 정책 담당 내각사무처차관 (Assistant Secretary to the Cabinet, Economic & Regional Development Policy)
    - 추밀원칙령 담당 추밀원사무처부장 (Assistant Clerk of the Privy Council (Orders in Council))
    - 정책 수행 감독관 (Director of Operations)
    - 내각 문서 체계 감독관 (Director, Cabinet Papers System)

  - 기획, 협의, 정부간 업무 담당 내각사무처부장 (Deputy Secretary to the Cabinet, Plans and Consultation and Intergovernmental Affairs)
    - 우선 업무 관리, 기획 담당 내각사무처차관 (Assistant Secretary to the Cabinet, Priorities and Planning)
    - 소통, 협의 담당 내각사무처차관 (Assistant Secretary to the Cabinet, Communications and Consultations)
    - 매크로경제정책 비서 업무 담당 내각사무처차관 (Assistant Secretary to the Cabinet, Liaison Secretariat for Macroeconomic Policy)
    - 연방-주-준주 관계 담당 내각사무처차관 (Assistant Secretary to the Cabinet, Federal-Provincial-Territorial Relations)

  - 입법, 의회 기획, 정부 조직, 변호 내각사무처부장 (Deputy Secretary to the Cabinet, Legislation & House Planning, & Machinery of Government And Counsel)
    - 정부 조직 담당 내각사무처차관 (Assistant Secretary to the Cabinet, Machinery of Government)
    - 법령 수행, 내각 신용, 그리고 민주화 담당 내각사무처차관 (Assistant Secretary to the Cabinet, Legal Operations, Cabinet Confidences and Democratic Reform)
    - 의회 업무 담당 감독관 (Director, Parliamentary Affairs)

  - 원로 관료, 비즈니스, 상업 개발, 재개발 담당 내각사무처부장 (Deputy Secretary to the Cabinet, Senior Personnel, Business, Transformation and Renewal)
    - 원로 관료 담당 내각사무처차관 (Assistant Secretary to the Cabinet, Senior Personnel)
    - 상업 개발 담당 내각사무처차관 겸 재개발 비서 (Assistant Secretary to the Cabinet, Business Transformation and Renewal Secretariat)

  - 공동 지원 부장관 (Assistant Deputy Minister, Corporate Services Branch)
    - 재무, 공동기획 담당 총감독관 (Executive Director, Finance and Corporate Planning)
    - 인사 담당 총감독관 (Executive Director, Human Resources)
    - 최고 정보 책임 담당 감독관 (Director, Chief Information Officer)
    - 정보 접속, 프라이버시 담당 부감독관 (Associate Director, Access to Information & Privacy)
    - 공동 정보 담당 감독관 (Director, Corporate Information)
    - 행정 서비스 담당 부감독관 (Associate Director, Administrative Services)

  - 회계 감사, 평가 담당 감독관 (Director, Audit and Evaluation)
  - 추밀원사무처부장 겸 내각사무처부장 (Deputy Clerk of the Privy Council and Associate Secretary to the Cabinet)
  - 추밀원사무처의 원로 자문관 (Senior Advisor to the Privy Council Office)
  - 총리의 국가안보 원로 자문관 (National Security Advisor to the Prime Minister)
    - 인신매매에 대한 특별자문관 (Special Advisor on Human Smuggling)
    - 해외와 국방 정책에 대한 자문관 (Foreign & Defence Policy Advisor)
      - 해외와 국방 정책 담당 내각사무처차관 (Assistant Secretary to the Cabinet, Foreign and Defence Policy)

    - 추밀원사무처의 원로 자문관 (Senior Advisor to the Privy Council Office)
      - 규제협조위원회 담당 부비서 (Assistant Secretary, Regulatory Cooperation Council)
      - 국경관리 관련 계획의 이행 부비서 (Assistant Secretary, Border Action Plan Implementation)

    - 안보, 기밀 담당 내각사무처차관 (Assistant Secretary to the Cabinet, Security & Intelligence)
    - 기밀 분석 담당 내각사무처차관 (Assistant Secretary to the Cabinet, Intelligence Assessment)

## 같이 보기
- 추밀원